# Henry Pelham (graveur)
Pour les articles homonymes, voir Henry Pelham (homonymie).
Henry Pelham, né le 14 février 1749 à Boston pendant la période coloniale et mort fin septembre 1806 à Kenmare (Irlande), est un graveur au burin, peintre de  miniature et cartographe actif à la fin du XVIIIe siècle.
La correspondance de Pelham, en particulier celle adressée à son demi-frère le peintre John Singleton Copley, offre une perspective contemporaine importante sur les événements de la révolution américaine.
La gravure de Pelham du massacre de Boston de 1770, qui représente plusieurs émeutiers abattus par des soldats britanniques, a été réalisée peu de temps après l'événement. Paul Revere a indûment copié l'œuvre de Pelham et l'a diffusée dans les treize colonies afin d'attiser la colère contre les autorités.
Pelham est resté loyal et a été harcelé pour cela. Il s'est installé en Angleterre en 1776.

## Biographie

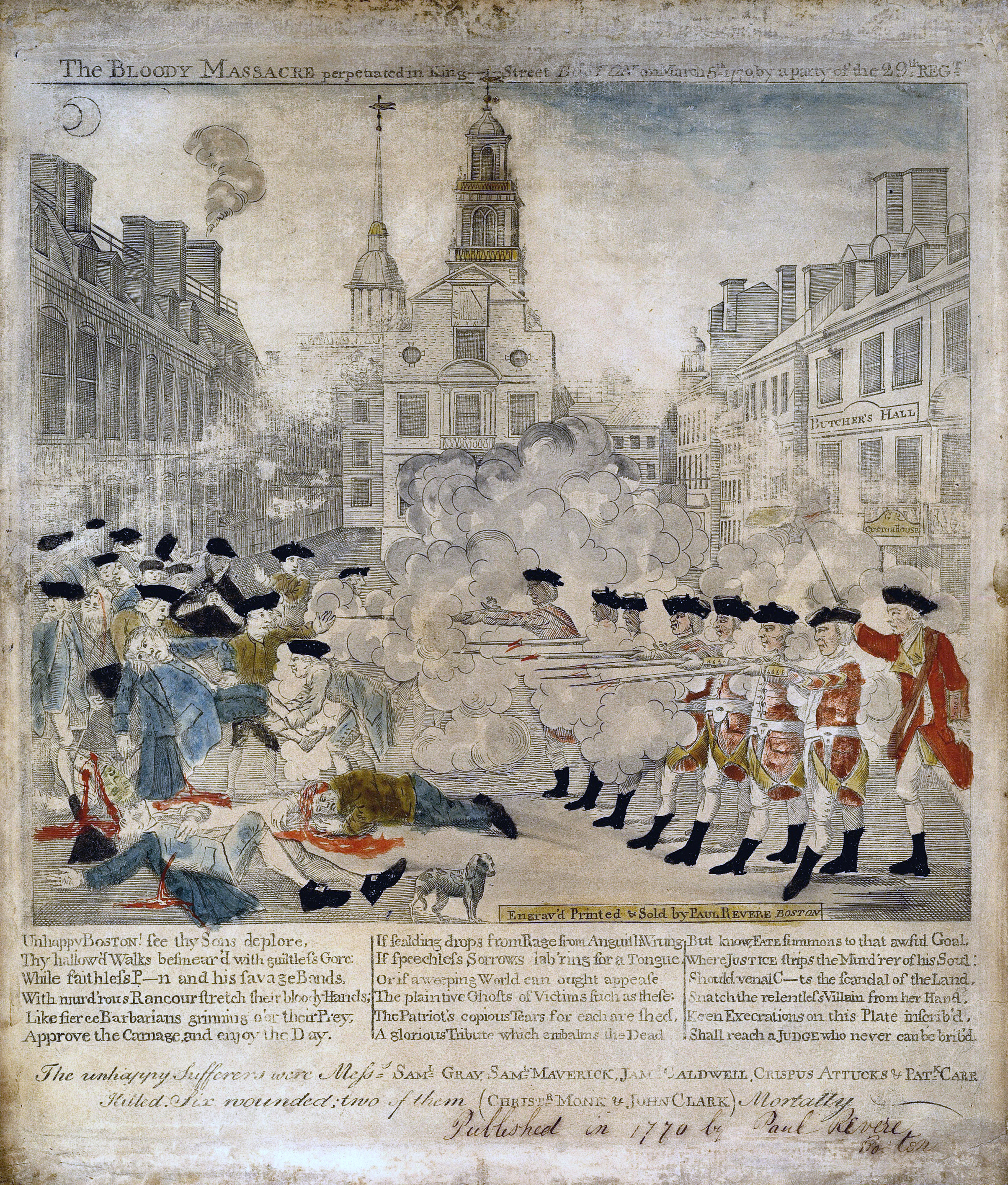
Gravure d'Henry Pelham-Paul Revere massacre de Boston.

Henry Pelham est le fils du graveur, coloriste et instituteur Peter Pelham et le demi-frère de John Singleton Copley. Peter Pelham né à Londres avait émigré à Boston où il avait épousé Mary Singleton Copley, veuve de Richard Copley.
Après son décès en 1751, une petite échoppe de tabac que son épouse possède permet à la famille de survivre à Boston, sur Lindall Street. Henry devient élève à la Boston Latin School. Son frère lui donna probablement des cours de dessin et de gravure. Il figure sur une toile de Copley intitulée The Boy with a Flying Squirrel  (Le Garçon à l'écureuil), qui fut présentée à Londres en 1766 avec succès. Le jeune Pelham est déjà doué à cette époque pour exécuter de remarquables portraits en miniature qu'il vend.
À vingt et un ans, il est l'auteur d'une gravure devenue célèbre, qui à l'origine s'intitulait The Fruits of Arbitrary Power, or The Bloody Massacre qui reproduit la fusillade du 5 mars 1770 connue sous le nom de massacre de Boston ; elle était accompagnée d'un verset biblique, suggérant qu'elle avait été conçue comme un plaidoyer pacifiste. Le jeune-homme la prêta à Paul Revere qui s'empressa d'en produire une gravure et de la diffuser dans les treize colonies en manière de propagande pour attiser la colère contre les autorités, mais en ayant omis de mentionner Pelham,. Comme la version de Revere a été mise en vente trois semaines après le massacre et une semaine avant celle de Pelham, et qu'elle ne lui attribuait aucun mérite, Pelham en fut attristé et a estimé que son ami Revere l'avait trahi.
Cette estampe de 1770 représentant le massacre de Boston, qui avait galvanisé le sentiment politique anti-britannique dans les colonies  est sans aucun doute l'image la plus marquante de la revendication coloniale pour l'indépendance. 
Pelham devient un ardent loyaliste, fidèle à la Couronne britannique : témoin des débuts de la révolution américaine, auteur de dessins figurant la bataille de Bunker Hill. Au cours de l'hiver 1775, alors qu'il se rendait à cheval à Philadelphie, il fut attaqué par une bande  de patriots à Springfield, le qualifiant de « Tory » . Avec d'autres loyalistes, Pelham quitta Boston, laissant tout ce qu'il possèdait, pour Londres en août 1776, juste après la publication de la Déclaration d'indépendance des États-Unis qui officialisa et intensifia la guerre d'indépendance américaine. Il est l'auteur d'un plan gravé de Boston publié à Londres en 1777.

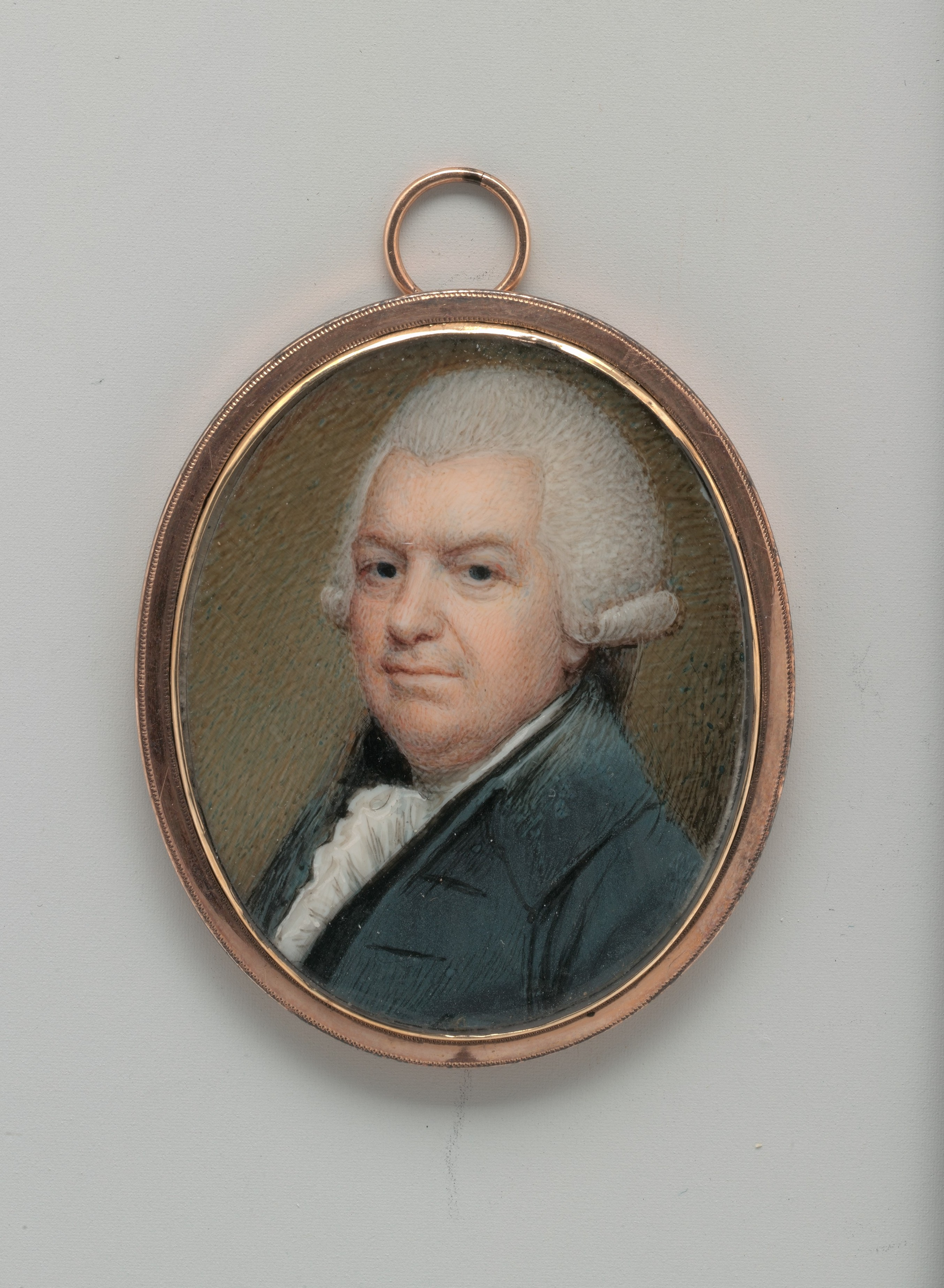
Stephen Hooper - portrait miniature par Henry Pelham (MET, 25.98).
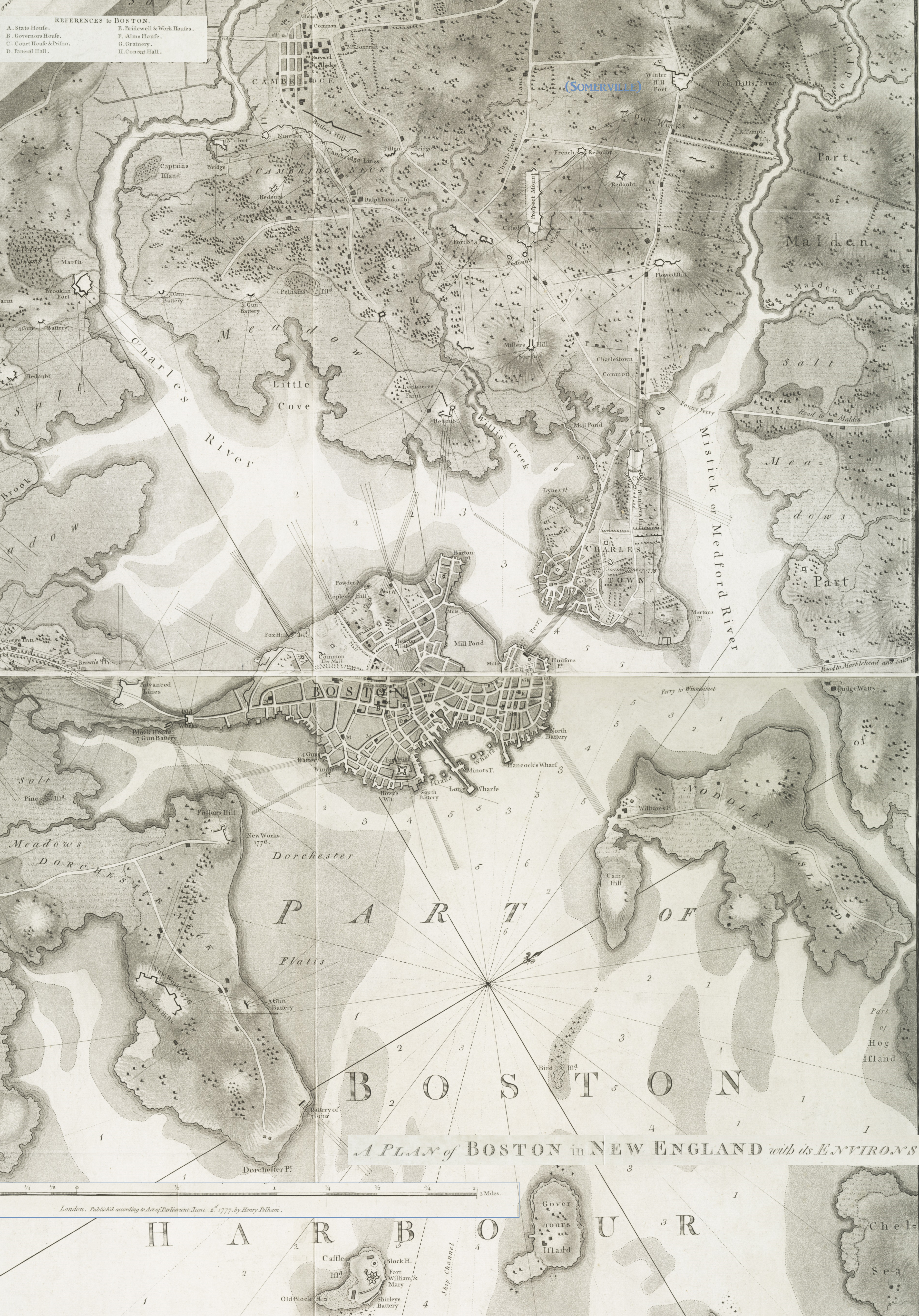
A 1777 plan of Boston in New England with its environs by the British Military, (cropped from NYPL Hades-118256-54202).
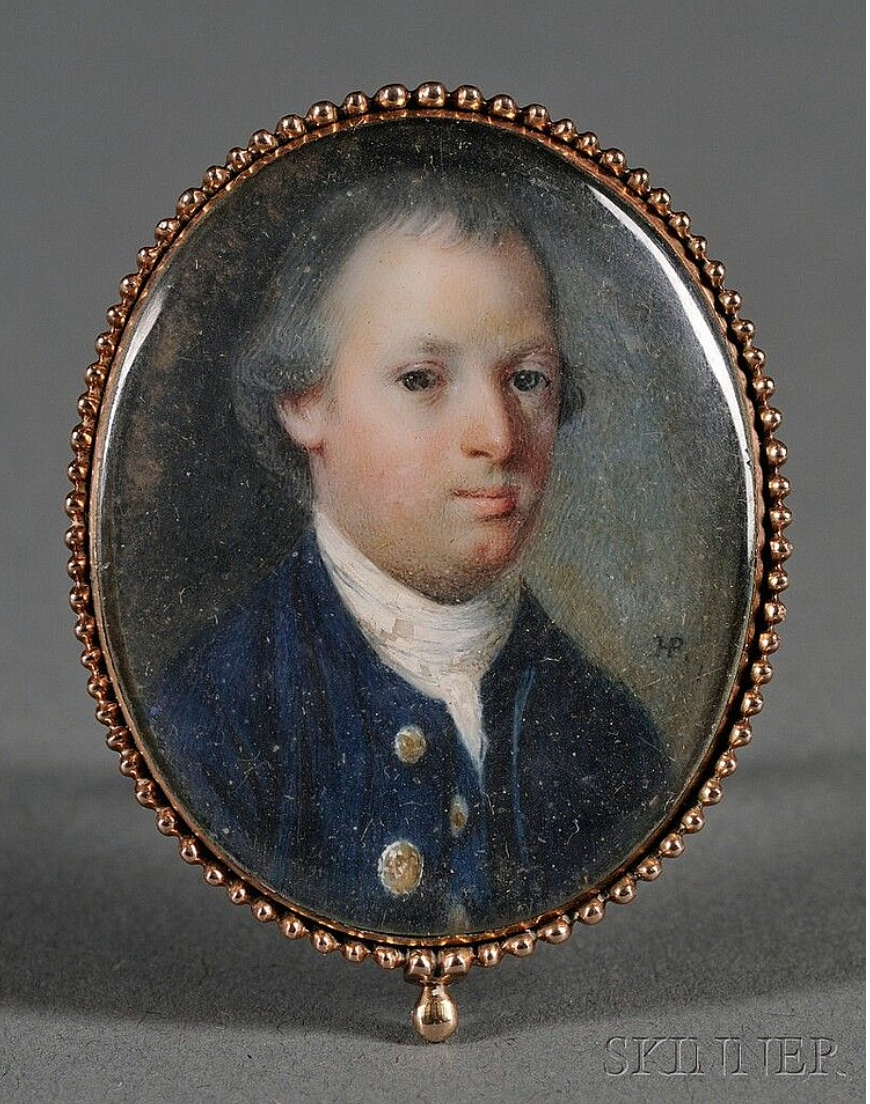
Portrait miniature de Adam Babock, c. 1773  par Henry Pelham, d'après John Singleton Copley.

Dans la capitale anglaise, il s'installe dans la famille des Copleys, et vit en donnant des cours de dessin et de peinture, de géographie, cartographie et astronomie. En 1777, la Royal Academy of Art lui commande l'exécution d'une suite en société intitulée The Finding of Moses, gravée par William Ward en 1787.
En 1778, il expose des émaux et des miniatures peintes. Il épouse Catherine Butler, originaire de Castle Crine, comté de Clare (Irlande). Le couple s'installe en Irlande, mais sa femme meurt et mettant au monde deux jumeaux, Peter et William. Le père retourne vivre avec ses fils à Londres. Il gère avec Copley les biens de leur mère, décédée à Boston le 29 avril 1789.
Quelques mois plus tard, Pelham est nommé gestionnaire des biens irlandais de Lord Lansdowne. Agréé ingénieur civil et cartographe par la Couronne, il exécute de nombreux relevés sur cette région.
Fin septembre 1806, alors qu'il était à bord d'un bateau sur la rivière Kenmare, supervisant la construction d'une tour Martello, il tombe dans la rivière et meurt noyé -  à l'âge de 57 ans.